# 305.ª Divisão de Infantaria (Alemanha)
A 305ª Divisão de Infantaria (em alemão:305. Infanterie-Division) foi uma unidade militar que serviu no Exército alemão durante a Segunda Guerra Mundial.

## Comandantes
| Comandante                                     | Data                                           |
| ---------------------------------------------- | ---------------------------------------------- |
| Generalleutnant Kurt Pflugradt                 | 15 de dezembro de 1940 - 12 de abril de 1942   |
| Generalleutnant Kurt Oppenländer               | 12 de abril de 1942 - 1 de novembro de 1942    |
| Generalleutnant Bernhard Steinmetz             | 1 de novembro de 1942 - 31 de janeiro de 1943  |
| General der Artillerie Friedrich-Wilhelm Hauck | 5 de março de 1943 - ? de dezembro de 1944     |
| Oberst Friedrich Trumpeter                     | ? de dezembro de 1944 - 29 de dezembro de 1944 |
| Generalmajor Friedrich von Schellwitz          | 29 de dezembro de 1944 - 8 de maio de 1945     |

## Oficiais de operações
| Oberstleutnant Franz von Bierbauer zu Bernstein  | dezembro de 1940-março de 1941         |
| Major Max Freiherr von Schade                    | de março de 1941-dezembro de 1941      |
| Oberstleutnant Kuhn                              | ?-14 de março de 1942                  |
| Oberstleutnant Rudolf Paltzo                     | 1942-2 de fevereiro de 1943            |
| Oberstleutnant Ludwig-Philipp Graf von Ingelheim |                                        |
| Echter von und zu Mespelbrunn                    | 15 de março de 1943-1 de março de 1944 |
| Oberstleutnant Wilhelm Schuster                  | 1 de março de 1944-1 de abril de 1945  |
| Major Wolfgang Lambrecht genannt Spieth          | 1 de abril de 1945-maio de 1945        |

## Área de operações
| Alemanha                   | dezembro de 1940 - julho de 1941  |
| França                     | julho de 1941 - maio de 1942      |
| Frente Oriental, setor sul | maio de 1942 - outubro de 1942    |
| Stalingrado                | outubro de 1942 - janeiro de 1943 |
| França                     | de março de 1943 - agosto de 1943 |
| Itália                     | agosto de 1943 - maio de 1945     |